# Hadena abikonis
Hadena abikonis är en fjärilsart som beskrevs av Matsumura 1926. Hadena abikonis ingår i släktet Hadena och familjen nattflyn. Inga underarter finns listade i Catalogue of Life.